# Knockbreda FC
Knockbreda Football Club är ett nordirländskt fotbollslag och spelar i NIFL Premier Intermediate League. Fotbollsklubb grundades 1948. 

## Meriter
- NIFL Championship[1]
  - Vinnare (0):
- Irish Cup[2]
  - Vinnare (0):
- Irish League Cup[3]
  - Vinnare (0):

## Trikåer
Hemmakit
| Hemmaställ | Hemmaställ | Hemmaställ |

## Placering tidigare säsonger
| Säsong  | Nivå | Liga              | Placering | Referens | Notering   |
| ------- | ---- | ----------------- | --------- | -------- | ---------- |
| 2015/16 | 2    | NIFL Championship | 4         | [ 4 ]    |            |
| 2016/17 | 2    | NIFL Championship | 8         | [ 5 ]    |            |
| 2017/18 | 2    | NIFL Championship | 10        | [ 6 ]    |            |
| 2018/19 | 2    | NIFL Championship | 10        | [ 7 ]    |            |
| 2019/20 | 2    | NIFL Championship | 11        | [ 8 ]    | (pandemin) |
| 2020/21 | 2    | NIFL Championship | x         | [ 9 ]    | (pandemin) |
| 2021/22 | 2    | NIFL Championship | 11        | [ 10 ]   |            |
| 2022/23 | 2    | NIFL Championship | 12        | [ 11 ]   |            |
| 2023/24 | 2    | NIFL Championship | 12        | [ 12 ]   |            |